# Casa-Museu Magdalena e Gilberto Freyre
Casa-Museu Magdalena e Gilberto Freyre, chamada anteriormente de Vivenda Santo Antonio de Apipucos, é o edifício sede da Fundação Gilberto Freyre. Trata-se de uma construção que foi, tal como o próprio nome indica, a antiga residência de Gilberto Freyre.